# Cervelas (saucisse)
Pour les articles homonymes, voir Cervelas.

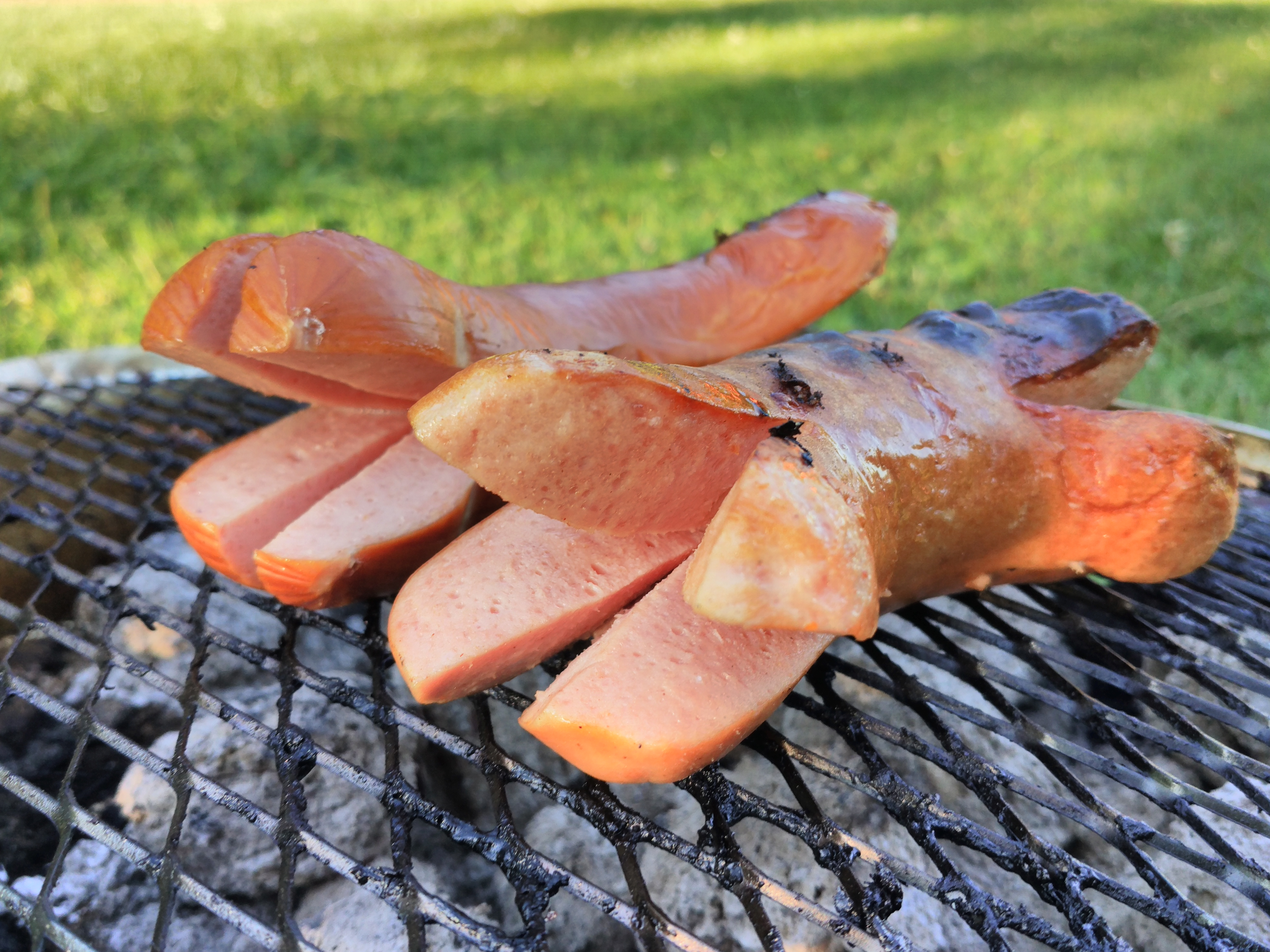
Cervelas grillé avec les traditionnelles découpes en croix à chaque extrémité.

Le cervelas (de l'italien cervellata, du latin cerebellum, le diminutif de cerebrum, « cerveau ») est une saucisse consommée notamment en Suisse, en Allemagne, en Alsace et dans le Nord de la France ainsi qu'en Belgique et aux Pays-Bas.

## Historique
À l'origine, c'est une charcuterie faite de viande et de cervelle (d'où son nom) de porc. Dès le XVe siècle, sa recette « per fare bon cervellate de carne de porco o de vitello giovine » (« pour faire un bon cervelas de viande de porc ou de jeune veau ») — où les ingrédients sont aromatisés de safran — est donnée par Maestro Martino dans son ouvrage Libro de arte coquinaria. Et, jusqu'à la fin du XIXe siècle, le cervellata entre dans la composition du risotto à la milanaise.
En 1552, dans la vie de Gargantua et de Pantagruel, Rabelais cite plusieurs fois le cervelat. Il est attesté dans le canton de Vaud en 1826 sous une forme particulière : « un cervelat de foie de cochon, composé avec des choux, beaucoup de graisse et des épices. »

## Cervelas suisse
Ce cervelas pèse 100 g, pour une longueur de 12 cm et un diamètre de 3,8 cm. En 2007, il en a été consommé 25 000 tonnes, soit près de 30 % de la production de saucisses helvétiques. Sa composition de base comprend environ 50 % de viande de porc, un peu de bœuf, 20 % de veau, du lard, des couennes de lard, et d'eau (10 %), du jus de citron et du sucre, ce qui le rend craquant quand on le grille[réf. nécessaire]. L'utilisation de sel nitrité (et non pas de simple sel alimentaire) est contraignante pour assurer sa coloration et pour que l'appellation de cervelas soit justifiée.
Il a été inscrit en 2008 au Patrimoine culinaire suisse.

### Interdiction de la cervelle
Le cervelas contenait, comme son nom l'indique, de la cervelle de bœuf. Le cervelas coûtait peu et remplaçait, dans les temps difficiles d'après-guerre, pour les gens ayant peu de moyens, le coûteux bifteck. À la suite de l'épidémie d'encéphalopathie spongiforme bovine en Europe, dans les années 1990, l'Office fédéral de la santé publique suisse interdit l'adjonction de cervelle de bœuf à la pâte du cervelas. Le goût de la saucisse nationale suisse en a été profondément modifié[réf. nécessaire].

### Interdiction de la peau de bœuf
Pour sa courbure, la peau est traditionnellement fabriquée à base de boyau de bœuf brésilien (⌀ = 34 à 40 mm), dont l'importation est interdite dans l'Union européenne (et par là même en Suisse par le biais des accords bilatéraux) par crainte de la maladie de Creutzfeldt-Jakob, provoquant ainsi la menace d'une disparition de ce plat traditionnel. 
Cette décision d'interdiction a fait l'objet d'une interpellation déposée en novembre 2007 à l'attention du Conseil fédéral par le conseiller aux États soleurois Rolf Büttiker, intitulée « Avenir du cervelas. Le salut vient du Brésil » qui demande l'ouverture de négociations avec Bruxelles afin d'obtenir une exception sur cette interdiction.
Cette interdiction a été levée en octobre 2012.

## Cervelas en Allemagne
Le cervelas est connu en Allemagne sous le nom de Cervelat, Lyoner ou Fleischwurst (ces deux derniers ayant un sens plus large). Le Zervelatwurst est selon la Wikipédia allemande quelque chose d'entièrement différent.

## Cervelas en Alsace

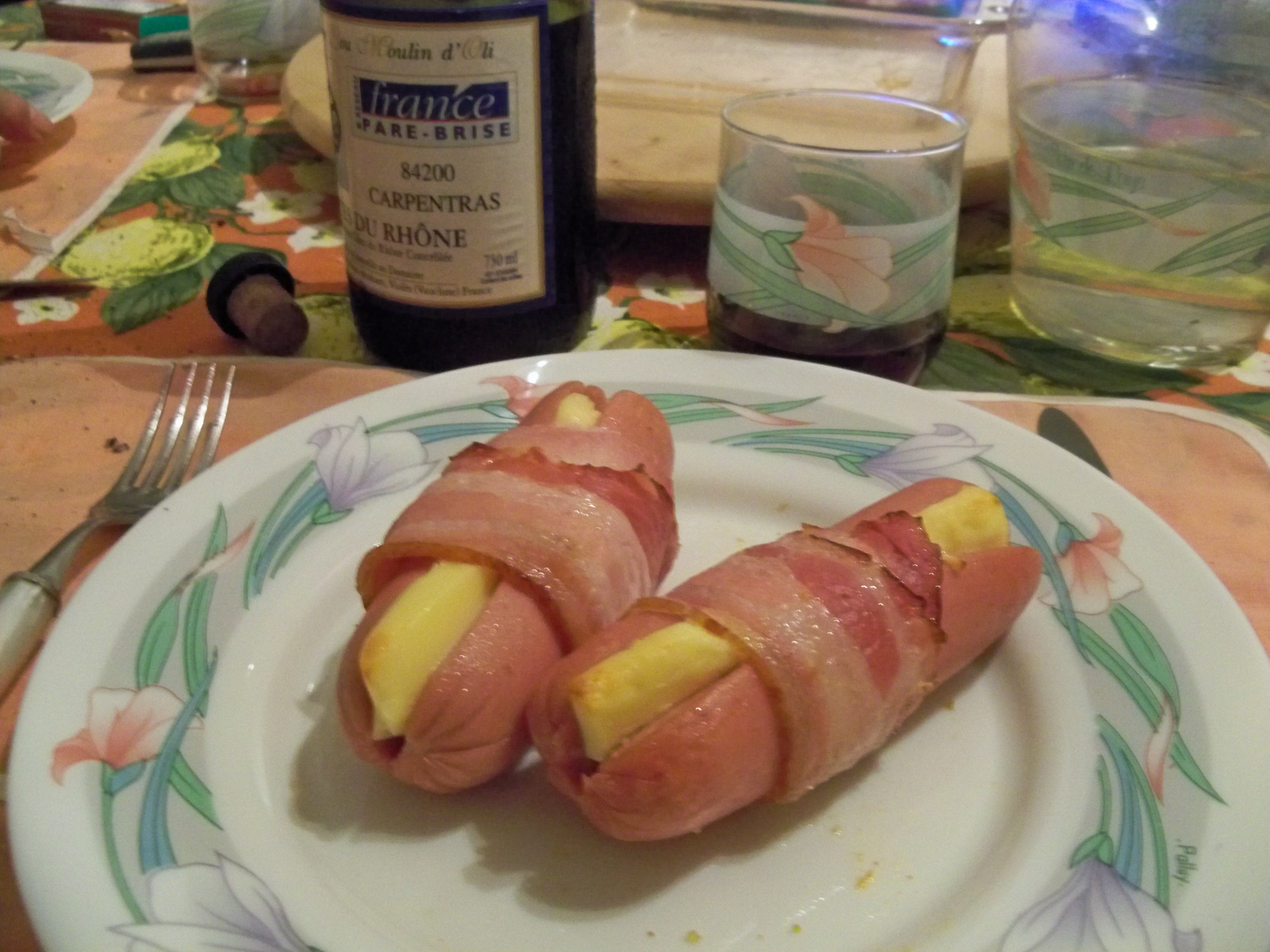
Cervelas à l'alsacienne, au fromage et au lard.

Le cervelas est souvent consommé en Alsace sous forme de salade, un mélange de cervelas, de vinaigrette et d'oignons. Le cervelas obernois ou à l'alsacienne est une recette de cervelas garni de fromage et enrobé de lard, puis frit.

## Cervelas en Belgique
Le cervelas est vendu chaud ou froid dans les friteries belges, ainsi que dans le nord de la France. En Belgique, il est aussi appelé « chasseur », et est parfois fait à base de viande de cheval.